# Ménil-Froger
Ménil-Froger is een gemeente in het Franse departement Orne (regio Normandië) en telt 65 inwoners (2009). De plaats maakt deel uit van het arrondissement Mortagne-au-Perche.

## Geografie
De oppervlakte van Ménil-Froger bedraagt 5,2 km², de bevolkingsdichtheid is dus 12,5 inwoners per km².
De onderstaande kaart toont de ligging van Ménil-Froger met de belangrijkste infrastructuur en aangrenzende gemeenten.

## Demografie
Onderstaande figuur toont het verloop van het inwonertal (bron: INSEE-tellingen).